# 신비 (조위)
신비(辛毗, ? ~ ?)는 후한 말기 ~ 조위의 관료로, 자는 좌치(佐治)이며 예주 영천군 양책현(陽翟縣) 사람이다.

## 생애
처음에는 형 신평을 따라 원소를 섬겼고, 조조가 사공이 되자 벽소(辟召 ; 지방 정부에서 특채로 임용하는 것)했으나 이에 응하지 않았다. 원소 사후 원상과 원담의 내분에서 신평은 원담파의 주축이었고, 원담은 원상의 공격을 받자 신비를 조조에게 보내 요청했다. 이에 대해, 《영웅기(英雄記)》에서는 건안 8년(203년) 원담이 원상에게 참패한 후, 곽도가 원담에게 조조와 강화하고 조조와 힘을 합쳐 먼저 원상을 무찌르고, 다음에 본디 원씨의 영지들을 아울러 조조와 맞서자고 주장하고, 강화 사절로 신비가 적임이라고 했다고 한다. 신비는 유표와 싸우러 가는 조조를 만나 원담의 뜻을 전했고, 조조는 처음에는 기뻐했으나, 며칠 후 마음이 바뀌어 다시 유표와 싸우고자 하고 원상과 원담은 서로 싸우다 망하게 하려고 했다. 신비는 이를 알아차리고 곽가를 만나 회담하였고, 곽가의 도움으로 조조를 다시 만나 싸워 이기기 어려운 유표와 싸우는 것보다 원담과 원상이 싸우는 틈을 타 원상의 본거지인 업을 치고, 마침내 하북을 손에 넣기를 권했다. 조조는 이를 좋게 여기고 원담과 화친하고, 건안 9년(204년)에 업을 무너뜨렸으며, 신비를 의랑(議郞)으로 삼았다. 당초 원담이 기주를 떠날 때, 신비와 곽도의 집안도 같이 빼돌렸는데, 신평의 집안은 업에 남아 있었으며 심배는 곽도와 신평이 원담을 앞세워 원가를 분열시킨 것을 미워하여 신평의 집안 사람들을 잡아들여 죽였고, 신비는 업이 함락되는 날에 성의 옥으로 달려가 형의 집안 사람들을 구출하려 했으나, 이미 심배가 전부 죽여버렸기 때문에 나중에 심배가 사로잡히자 말채찍으로 심배를 후려갈기며 자신의 일족을 죽인 복수를 했으나, 심배에게서 기주를 망친 자로 매도당했고 조조가 심배의 충의를 보아 살려주려 하자 신비가 읍소하여 마침내 심배는 참수되었다.
건안 23년(218년), 마초와 장비의 침입에 대응하여 하변에 파견되는 조홍을 조휴와 함께 참군(參軍)으로서 따라갔다. 조조가 한중에서 철수한 후에 승상장사(丞相長史)가 되었다.
황초 원년(220년), 조비가 황제에 오른 후 신비는 시중(侍中)으로 승진하고 관내후에 봉해졌다. 당시 정월 개정 논쟁에서 위나라를 고대 순과 우의 계통으로 보고, 하나라의 정월로 위나라의 정월을 삼자고 주장했으며, 황제는 이를 수용했다. 황초 연간에 조비가 하북의 주민 10만 호를 하남으로 옮기는 강제 이주안을 발표하였는데, 당시 메뚜기 때문에 백성들이 굶주리고 있었으므로 반대 의견이 많았으나, 조비가 간언을 불허하겠다는 기색을 보이자 다른 신하들이 간언하지 않은 것과 달리 신비는 정식으로 끈질기게 간언하였고, 결국 이주민을 반으로 줄였다. 조비가 사냥을 좋아하는 것에도, 아랫사람들에게 고통을 준다며 간언했고, 조비는 사냥 나가는 횟수를 줄였다.
황초 3년(222년), 상군대장군(上軍大將軍) 조진의 군사로서 주연이 지키는 강릉성을 치는 싸움에 따라갔고, 돌아와서는 광평정후(廣平亭侯)가 되었다. 조비가 오나라를 정벌하려 하자 신비는 반대하였고, 조비는 듣지 않았으나 원정은 실패했다.
조예가 황제가 되고서는 영향후(頴鄕侯)로 봉작이 올랐다. 중서감(中書監) 유방과 중서령(中書令) 손자가 정권을 쥐고 흔들어 대신들이 모두 그들과 교류하였으나, 신비는 그러하지 않았다. 아들 신창(辛敞)이 계속 그러다가는 유방과 손자에게 훼방을 받을 것이라고 간언했으나, 신비는 현 황제가 총명하지도 않지만 어리석지도 않으니, 그래봤자 삼공(三公)이 못 될 뿐이고 그것을 위해서 절개를 굽힐 수는 없다며 태도를 고치지 않았다. 용종복야(冗從僕射) 필궤가 상서복야(尙書僕射)를 왕사(王思)에서 신비로 바꾸도록 표를 올리자, 유방과 손자가 반대하여 신비는 외직으로 나가 위위가 되었다. 조예가 궁궐 등의 건축물을 짓는 것이 백성들을 피폐하게 한다며 강하게 간언했다. 234년, 제갈량의 5차 북벌 오장원전에서 대장군 사마의가 싸우기를 청하자, 조예는 허락하지 않았으나 사마의가 듣지 않을 것을 염려하여, 신비를 대장군군사(大將軍軍師)·사지절(使持節)로 삼아 제갈량과의 결전을 원하는 사마의를 신비가 허락하지 않았고, 사마의 등은 신비에게 감히 거역하지 않았다. 제갈량 사후 위위로 복직했다.
죽은 후 숙후(肅侯)라는 시호를 받았다.

## 《삼국지연의》 속 신비
이름은 신비(辛毘)로 등장한다.
정사와 같이 원소의 사후 원담을 저버리고 조조에게 합류했으며, 심배가 지키던 업이 함락된 후 심배에게 갇힌 가족들을 찾으러 갔으나 이미 전부 죽어 있었고, 분노한 신비는 군막으로 옮겨지는 심배에게 말채찍으로 목을 후려치며 그를 욕했다. 조조가 심배를 등용하길 원하여 그를 설득하려 했으나 심배는 끝까지 펄쩍 뛰며 반대했고, 조조는 심배를 결국 죽였다.
220년 조조가 죽고 맏아들 조비가 조조의 뒤를 잇자, 화흠, 왕랑 등과 함께 한나라의 마지막 황제인 헌제에게 양위를 강요하는 것으로 나온다.
오장원전에서는 정사와 비슷하게 사마의에게 조예의 칙서를 전하여 제갈량과 결전을 치르려는 것을 말렸다.

## 신비의 친족관계

### 관련 인물
- 신평

## 같이 보기
- 삼국지 인물 목록